# 両替町通 (伏見区)

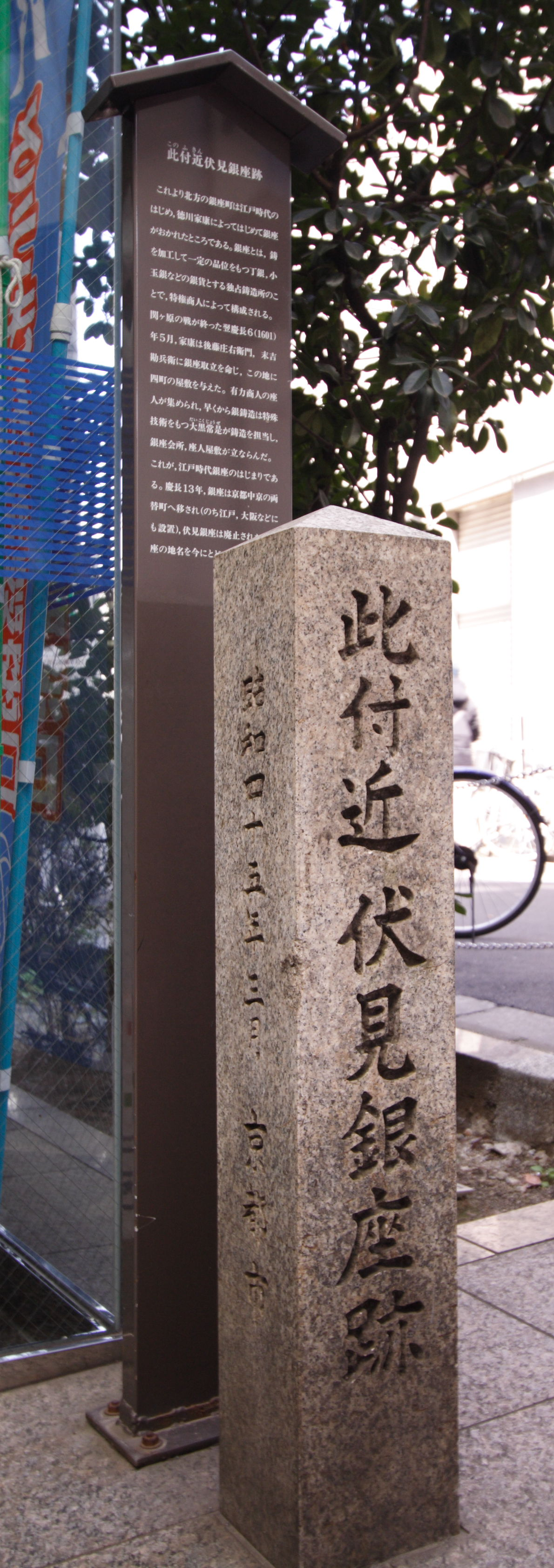
伏見銀座跡碑

両替町通（りょうがえまちどおり）は、京都市伏見区を南北に通るとおりの名前である。

## 概要
北は伏見郵便局北側、南は南浜通までの全長約2キロメートル。
両替町一丁目（南端）から十五丁目（北端）までを南北に繋ぐ。

## 歴史
慶長6年（1601年）、徳川家康がこの地に伏見銀座と呼ばれる役所を設置し、この区域は銀座一丁目から四丁目と呼ばれるようになったが、これが現在の両替町五丁目から八丁目にあたる。
この伏見銀座によって、それまではまちまちであった貨幣の品位が統一され、家康の進める貨幣改革で重要な役割を担うこととなった。
東京の銀座を始めとして、現在は日本各地で用いられるようになった銀座地名の発祥の地が当地であり、大手筋との交差点西北角に、1970年（昭和45年）設置された此付近伏見銀座跡の碑がある。
伏見銀座は慶長13年（1608年）、洛中に移転したが、その後も銀座の伝統を受け継ぎ両替屋が多く集まり軒を連ね、町名、通り名等もそれを由来としている。